# Triaenops persicus
Triaenops persicus — є одним з видів кажанів родини Hipposideridae.

## Поширення
Мешкає від південно-західного Ємену до південного Ірану та Пакистану.